# Kanton Dompierre-sur-Besbre
Der Kanton Dompierre-sur-Besbre ist ein französischer Wahlkreis im Département Allier in der Region Auvergne-Rhône-Alpes. Er umfasst 32 Gemeinden in den Arrondissements Moulins und Vichy, sein bureau centralisateur ist in Dompierre-sur-Besbre.

## Gemeinden
Der Kanton besteht aus 32 Gemeinden mit insgesamt 19.743 Einwohnern (Stand: 1. Januar 2022) auf einer Gesamtfläche von 1.006,80 km²:
| Gemeinde                    | Einwohner 1. Januar 2022 | Fläche km² | Dichte Einw./km² | Code INSEE | Postleitzahl | Arrondissement |
| --------------------------- | ------------------------ | ---------- | ---------------- | ---------- | ------------ | -------------- |
| Avrilly                     | 137                      | 11,48      | 12               | 03014      | 03130        | Vichy          |
| Beaulon                     | 1.640                    | 63,98      | 26               | 03019      | 03230        | Vichy          |
| Chassenard                  | 1.030                    | 25,12      | 41               | 03063      | 03510        | Vichy          |
| Chevagnes                   | 635                      | 49,78      | 13               | 03074      | 03230        | Moulins        |
| Chézy                       | 214                      | 36,53      | 6                | 03076      | 03230        | Moulins        |
| Coulanges                   | 292                      | 23,96      | 12               | 03086      | 03470        | Vichy          |
| Diou                        | 1.354                    | 24,89      | 54               | 03100      | 03290        | Vichy          |
| Dompierre-sur-Besbre        | 2.970                    | 45,63      | 65               | 03102      | 03290        | Vichy          |
| Gannay-sur-Loire            | 394                      | 32,29      | 12               | 03119      | 03230        | Moulins        |
| Garnat-sur-Engièvre         | 672                      | 18,74      | 36               | 03120      | 03230        | Moulins        |
| La Chapelle-aux-Chasses     | 197                      | 25,96      | 8                | 03057      | 03230        | Moulins        |
| Le Bouchaud                 | 193                      | 22,55      | 9                | 03035      | 03130        | Vichy          |
| Le Donjon                   | 1.011                    | 37,02      | 27               | 03103      | 03130        | Vichy          |
| Lenax                       | 250                      | 28,25      | 9                | 03142      | 03130        | Vichy          |
| Le Pin                      | 431                      | 21,78      | 20               | 03208      | 03130        | Vichy          |
| Loddes                      | 167                      | 23,49      | 7                | 03147      | 03130        | Vichy          |
| Luneau                      | 269                      | 27,27      | 10               | 03154      | 03130        | Vichy          |
| Lusigny                     | 1.633                    | 44,55      | 37               | 03156      | 03230        | Moulins        |
| Molinet                     | 1.120                    | 25,98      | 43               | 03173      | 03510        | Vichy          |
| Monétay-sur-Loire           | 249                      | 31,26      | 8                | 03177      | 03470        | Vichy          |
| Montaiguët-en-Forez         | 285                      | 22,49      | 13               | 03178      | 03130        | Vichy          |
| Montcombroux-les-Mines      | 295                      | 23,42      | 13               | 03181      | 03130        | Vichy          |
| Neuilly-en-Donjon           | 198                      | 25,02      | 8                | 03196      | 03130        | Vichy          |
| Paray-le-Frésil             | 379                      | 37,30      | 10               | 03203      | 03230        | Moulins        |
| Pierrefitte-sur-Loire       | 509                      | 25,36      | 20               | 03207      | 03470        | Vichy          |
| Saint-Didier-en-Donjon      | 245                      | 32,92      | 7                | 03226      | 03130        | Vichy          |
| Saint-Léger-sur-Vouzance    | 259                      | 18,18      | 14               | 03239      | 03130        | Vichy          |
| Saint-Martin-des-Lais       | 125                      | 18,25      | 7                | 03245      | 03230        | Moulins        |
| Saint-Pourçain-sur-Besbre   | 368                      | 32,99      | 11               | 03253      | 03290        | Vichy          |
| Saligny-sur-Roudon          | 648                      | 57,77      | 11               | 03265      | 03470        | Vichy          |
| Thiel-sur-Acolin            | 1.036                    | 57,71      | 18               | 03283      | 03230        | Moulins        |
| Vaumas                      | 538                      | 34,88      | 15               | 03300      | 03220        | Vichy          |
| Kanton Dompierre-sur-Besbre | 19.743                   | 1.006,80   | 20               | 0305       | –            | –              |

## Geschichte
Der Kanton Dompierre-sur-Besbre wurde ursprünglich am 4. März 1790 im Zuge der Einrichtung der Départements als Teil des damaligen District du Donjon geschaffen. Mit der Gründung der Arrondissements wurde der Kanton 1801 dem neuen Arrondissement Moulins zugeordnet. Die landesweite Neuordnung der französischen Kantone brachte im Jahr 2015 eine erhebliche Erweiterung von neun auf 32 Gemeinden. Die neun Gemeinden vor der Neuordnung waren Coulanges, Diou, Dompierre-sur-Besbre, Molinet, Monétay-sur-Loire, Pierrefitte-sur-Loire, Saint-Pourçain-sur-Besbre, Saligny-sur-Roudon und Vaumas auf einer Gesamtfläche von 302,72 km2. Der alte Kanton besaß vor 2015 einen anderen INSEE-Code als heute, nämlich 0307.

## Politik
| Vertreter im Départementsrat | Vertreter im Départementsrat | Vertreter im Départementsrat |
| Amtszeit                     | Namen                        | Partei                       |
| ---------------------------- | ---------------------------- | ---------------------------- |
| 2004–2011                    | Roland Fleury                | PS                           |
| 2011–2015                    | Pascal Vernisse              | DVG                          |
| 2015–                        | Valérie Gouby Alain Lognona  | –                            |